# Mijo Škvorc
Mijo Škvorc SI (ur. 1 września 1919 w Ruševcu, zm. 15 lutego 1989 w Zagrzebiu) – chorwacki duchowny rzymskokatolicki, jezuita, biskup pomocniczy zagrzebski, pisarz i poeta.

## Biografia
W 1943 ukończył studia filozoficzne w Instytucie Filozoficznym Towarzystwa Jezusowego w Zagrzebiu. Następnie studiował teologię. 31 lipca 1948 otrzymał święcenia prezbiteriatu i został kapłanem Towarzystwa Jezusowego. Od 1950 był profesorem filozofii w Instytucie Filozoficzno-Teologicznym Towarzystwa Jezusowego w Zagrzebiu oraz kaznodzieją w bazylice Serca Jezusa, gdzie swoimi kazaniami zyskał uznanie wiernych. Został za nie skazany przez komunistyczny reżim w 1956 i do 1958 przebywał w więzieniu.
16 czerwca 1970 papież Paweł VI mianował go biskupem pomocniczym zagrzebskim oraz biskupem tytularnym hadrumetańskim. 19 lipca 1970 przyjął sakrę biskupią z rąk delegata apostolskiego w Jugosławii abpa Mario Cagny. Współkonsekratorami byli biskup pomocniczy zagrzebski Josip Lach oraz biskup szybenicki Josip Arneric.
Pełnił funkcję wikariusza generalnego archidiecezji zagrzebskiej. Współpracował z wieloma czasopismami katolickimi. Był także pisarzem i poetą.
Na stanowisku biskupa pomocniczego zagrzebskiego pozostał do śmierci 15 lutego 1989.